# 946 a tudományban
A 946. év a tudományban és a technikában.

## Halálozások
- Ibráhím ibn Szinán (* 908)